# Ezequias
Ezequias Roosevelt Tavares de Melo est un footballeur brésilien né le 28 janvier 1981 à Jundiá.

## Carrière
- 2000 : SC Corinthians Alagoano  Brésil
- 2001 : SC Corinthians Alagoano  Brésil
- 2002 : SC Corinthians Alagoano  Brésil
- 2002-03 : CS Marítimo  Portugal
- 2003-04 : CS Marítimo  Portugal
- 2004-05 : CS Marítimo  Portugal
- 2004-05 : Gil Vicente FC  Portugal
- 2005-06 : Académica de Coimbra  Portugal
- 2006-07 : FC Porto  Portugal
- 2006-07 : Beira-Mar  Portugal
- 2007-08 : Leixões SC  Portugal
- 2009-10  FC Brasov Roumanie